# 依奇哩
依奇哩（？年—1864年），字續齋，成都駐防滿洲正藍旗人。道光三十年（1850年）庚戌科繙譯進士。

## 生平經歷
- 咸豐二年四月二十一日（1852年6月8日），授翰林院編修[2]。
- 咸豐五年十月十日（1855年11月19日），以右春坊右庶子，充日講起居注官[3]。
- 咸豐九年九月二十三日（1859年10月18日），考試翰詹，以翰林院侍讀學士列入二等，著記名遇缺題奏，並賞大卷緞袍料一匹、小卷紬褂料一件[4]。
- 咸豐九年十二月十三日（1860年1月5日），考試翰詹，以翰林院侍講學士為內閣學士兼禮部侍郎銜[5]。
- 同治三年五月十三日（1864年），回逆陷喀喇沙爾，辦事大臣依奇哩身坐藥籠自焚[6]。